# Провулок Осипенко
Провулок Осипенко — провулок в місті Хмельницькому; розташований у масиві приватної забудови в районі «за цукрозаводом» (колишній масив «Новий План № 1»), пролягає від вул. Заводської до вул. Калнишевського.

## Історія виникнення
Провулок виник у 1930-х рр. і мав поштову адресу Новый План № 1, переулок № 1. В 1946 році отримав назву на честь Поліни Осипенко.